# Biała Podlaska (comune rurale)
Biała Podlaska è un comune rurale polacco del distretto di Biała Podlaska, nel voivodato di Lublino.
Ricopre una superficie di 324,76 km² e nel 2006 contava 12 299 abitanti.
Il capoluogo è Biała Podlaska, che non fa parte del territorio ma costituisce un comune a sé.